# Гмајна (Словењ Градец)
Гмајна (словен. Gmajna) је насељено место у општини Словењ Градец, Корушка регија, Словенија.

## Историја
До територијалне реорганизације у Словенији била је у саставу старе општине Словењ Градец.

## Становништво
У попису становништва из 2011. године, Гмајна је имала 457 становника.
| Број становника према пописима | Број становника према пописима | Број становника према пописима |
| ------------------------------ | ------------------------------ | ------------------------------ |
| 1991                           | 2002                           | 2011                           |
| 430                            | 456                            | 457                            |

Напомена: Године 1993. умањено за део насеља који је припојен насељу Словењ Градец.